# Tess Olofsson
Tess Olofsson (* 24. Januar 1988) ist eine schwedische Fußballschiedsrichterin. Sie ist die erste Frau, die in der Superettan, Schwedens zweiter Liga, ein Spiel leitete.

## Karriere
Olofsson war zunächst aktive Fußballspielerin, beendete im Alter von 20 Jahren jedoch ihre Karriere aufgrund diverser Verletzungen. Mit 13 leitete sie erstmals als Schiedsrichterin bei einem Jugendturnier ein Spiel. Am 8. November 2020 debütierte sie in der Superettan bei der Partie Östers IF gegen AFC Eskilstuna (2:1).
Seit 2015 steht sie zudem auf der FIFA-Liste und leitet internationale Fußballpartien. Ihr Debüt in der UEFA Women’s Champions League feierte Olofsson am 12. September 2018 in der Erstrundenpartie ŽFK Spartak Subotica – Bayern München (0:7).
Olofsson war unter anderem bei der U-17-Europameisterschaft 2016 in Belarus, bei der U-19-Europameisterschaft 2018 in der Schweiz und beim Arnold Clark Cup 2022 im Einsatz. Den bisherigen Höhepunkt ihrer Laufbahn bildete die Europameisterschaft 2022 in England, wo Olofsson mit ihren Assistentinnen Almira Spahić und Franca Overtoom ein Gruppenspiel pfiff. Außerdem kam Olofsson im August 2022 bei der U-20-Weltmeisterschaft 2022 in Costa Rica zum Einsatz, wo sie unter anderem das Halbfinale zwischen Brasilien und Japan leitete (1:2). Auch für die Fußball-Weltmeisterschaft 2023 wurde sie nominiert.
Im April 2025 wurde Olofsson gemeinsam mit Almira Spahić und Heini Hyvönen für die Europameisterschaft 2025 in der Schweiz nominiert.

## Einsätze bei Turnieren

### Fußball-Europameisterschaft 2022
| Phase        | Datum         | Spielort   | Heimmannschaft | Gastmannschaft | Ergebnis  |
| ------------ | ------------- | ---------- | -------------- | -------------- | --------- |
| Gruppenphase | 10. Juli 2022 | Manchester | Belgien        | Island         | 1:1 (0:0) |

### Fußball-Weltmeisterschaft 2023
| Phase        | Datum         | Spielort | Heimmannschaft | Gastmannschaft | Ergebnis  |
| ------------ | ------------- | -------- | -------------- | -------------- | --------- |
| Gruppenphase | 22. Juli 2023 | Hamilton | Sambia         | Japan          | 0:5 (0:1) |
| Gruppenphase | 28. Juli 2023 | Sydney   | England        | Dänemark       | 1:0 (1:0) |

### Olympisches Fußballturnier 2024
| Phase         |  | Datum         | Spielort      | Heimmannschaft | Gastmannschaft | Ergebnis  |
| ------------- |  | ------------- | ------------- | -------------- | -------------- | --------- |
| Gruppenphase  |  | 25. Juli 2024 | Saint-Étienne | Kanada         | Neuseeland     | 2:1 (1:1) |
| Gruppenphase  |  | 30. Juli 2024 | Saint-Étienne | USA            | Guinea         | 3:0 (2:0) |
| Viertelfinale |  | 3. Aug. 2024  | Paris         | USA            | Japan          | 1:0 n. V. |
| Finale        |  | 10. Aug. 2024 | Paris         | Brasilien      | USA            | 0:1 (0:0) |

### Fußball-Europameisterschaft 2025
| Phase         | Datum         | Spielort | Heimmannschaft | Gastmannschaft | Ergebnis                        |
| ------------- | ------------- | -------- | -------------- | -------------- | ------------------------------- |
| Gruppenphase  | 5. Juli 2025  | Zürich   | Frankreich     | England        | 2:1 (2:0)                       |
| Gruppenphase  | 11. Juli 2025 | Sion     | Portugal       | Belgien        | 1:2 (0:1)                       |
| Viertelfinale | 19. Juli 2025 | Basel    | Frankreich     | Deutschland    | 1:1 n. V. (1:1, 1:1), 5:6 i. E. |